# طارق السفياني
طارق السفياني (مواليد 1 يناير 1993، صنعاء) ممثل ومقدم إذاعي وتلفزيوني ومكتشف المواهب ومغني كوميدي يمني بدأ مسيرته الفنية في سن مبكر عام 2010 شارك في عدة مسلسلات منها : .يوم النور وهفة والدلال وهمي همك الجز الخامس والبساط احمدي وعلاجك عندي وغرية البن والمزيد من الاعمال.

## السيرة
ولد الممثل طارق السفياني في 1 يناير 1993 بمحافظة صنعاء اليمن من محافظة عمران التحق بمدرسه النور للثنويه واكمل تعليمه في جامعة صنعاء كلية الاعلام، بدأ الممثل طارق السفياني التمثيل وكانت بدايته كانت في الصف التاسع الأساسي في مسرح معهد النصر التحق بعدها لمركز الموهوبين والمبدعين ليتلقى تعليمه الاكاديمي في الفنون المسرحية بعدها قام بتشكيل فرقة مسرحية برفقة النجم توفيق الرميثة قدموا من خلالها اسكتشات متعددة المواضيع مختلفة الأماكن بين حفلات التخرج والاعراس بعدها انظم للفرقة المسرحية بقيادة عبد الكريم الشهاري. وحالياً هو عضو في فرقة قحطان المسرحية بقيادة الكوميدي محمد قحطان.
شي خبر" حلقات فكاهية تحاكي استوديو الاخبار التي كتبها وشارك في تمثيلها أبوبكر البكولي وابوبكر سالم واخرون وأيضا برنامج " كيف تشوف " برفقة النجم أسعد الكامل وتصوير فيديوهات التهنئات للأفراح والمناسبات.

## التلفزيون
بدأ لتمثيل في العام 2010 م ضمن مسلسل يوم النور وكذلك عبر أدواره الثانوية ومنها مسلسل هفة والدلال وهمي همك في جزئه الخامس والبساط أحمدي وعلاجك عندي ويا فصيح لمن تصيح
لكن مشاركاته التي كانت الأكثر تأثيرا لدى الناس شخصية شاكيل في مسلسل غربة البن الجزء الثاني شخصية طلال في مسلسل بعد الغياب شخصية مالك في مسلسل أبواب مقفلة ليستقر بعدها في دور البطولة الأساسية في مسلسل الحركة والاكشن " تكتيك

## المسرح
كانت بدايته في مسرح معهد النصر تلقى تعليمه الاكاديمي في الفنون المسرحية بعدها قام بتشكيل فرقة مسرحية برفقة توفيق الرميثة قدموا من خلالها اسكتشات متعددة المواضيع مختلفة الأماكن بعدها انظم للفرقة المسرحية بقيادة عبد الكريم الشهاري وأيضا المشاركات العديدة في مهرجان الرسول الأعظم
والان حالياً مسرحيات اسبوعيه في مسرح " الم ". ومن المسرحيات المشارك بها :
- الغباء ماتيسر[8]
- البداية
- اهم مشروع
- جيناكم ياالFIFA
- حيلة العيد
- ياقلم يارياضة[9]
- بوبجي
- فرفش في العيد
- الفرق واضح
- فاعل خير
- عزب خاطب
- بين جاهليتين[10]
- شمعة العيد
- صفر العناد
- كيكي
- عيشه جن
- من انت
- سجن خمسه نجوم
- وجع قلب[11]

## المناصب
- رئيس ومؤسس فرقة فنون المسرحية
- عضو فرقة قحطان المسرحية
- عضو مسرح أ ل م اليمني
- مدير الانشطة في مدراس وطن الأهلية

## التأليف
- مسرحية عيشة جن
- مسرحية انتحار جماعي
- مسرحية عازب خاطب
- مسرحية بوبجي
- مسرحية كيكي
- برنامج يوميات الحج نافع
- برنامج أوجاع مرئية
- برنامج نادشيونل جوغرافيك
- مسلسل يوم النور
- مسلسل مش معروف

والعديد من الاعمال الفنية .

## الإذاعة
أعماله متعددة بين التقديم والتمثيل
ففي موسمين لربشة الاخبار قدم الاخبار وربشها عبر اثير اذاعة ايرام وبشكل اضطراري قام بالهبوط في برنامج هبوط اضطراري واصطحب المستمعين في جلسة كانت في برنامجه المفرج
ليعود بعدها بمشاويره في برنامج التاكسي عبر اثير اذاعة اصالة اف ام.

## أعماله
| العمل            | الشخصية          | المشاركين | العام |
| ---------------- | ---------------- | --- | ----- |
| يوم النور        | طارق             | | 2010  |
| هفة              | طارق             | محمد قحطان - أماني الذماري - توفيق الأضرعي - يحيى إبراهيم - إبراهيم شرف - حسن الجماعي - صلاح الوافي | 2018  |
| الدلال           | طارق             | محمد قحطان - سالي حمادة - حسن الجماعي - اماني الذماري - صلاح الوافي | 2018  |
| همي همك وعمي عمك | طارق             | فهد القرني - صلاح الوافي- محمد قحطان - رانيا بشور - خديجة سليمان - غصون طحان - نبيل الانسي - حسن علوان - بدرية طلبة - علي الحجوري - عدنان الخضر - فتحيه إبراهيم - محمد علي قاسم - عبد الله الوجيه - محمد الذيباني | 2013  |
| البساط أحمدي     | طارق             | | 2013  |
| علاجك عندي       | طارق             | | 2011  |
| يافصيح لمن تصيح  | طارق             | | 2012  |
| غربة البن        | شاكيل            | محمد قحطان - سالي حمادة - صلاح الوافي - حسن الجماعي - شروق سعيد - عمار العزكي - توفيق الأضرعي | 2020  |
| بعد الغياب       | طلال             | الممثل اسعد الكامل | 2022  |
| أبواب صنعاء      | مالك             | | 2021  |
| تكتيك            | بسام             | الممثل اسعد الكامل | 2022  |
| طوارئ            | طارق             | توفيق الاضرعي عبدالناصر العراسي نزار السنفاني | 2020  |
| العاقبة (مسلسل)  |                  | |       |
| القريب بعيد      | الشيخ عارف براقط | الممثل اسعد الكامل | 2023  |
| أواب (مسلسل)     |                  | |       |